# صراع إسرائيل وغزة
يُعد الصراع بين غزة وإسرائيل جزءًا محليًا من الصراع الإسرائيلي الفلسطيني الذي بدأ في عام 1948، عندما استقر حوالي 200 ألف من أكثر من 700 ألف فلسطيني فروا أو طردوا من منازلهم في قطاع غزة كلاجئين. ومنذ ذلك الحين، شنت إسرائيل 15 حربًا على قطاع غزة. إن عدد الفلسطينيين الذين قتلوا في حرب غزة (المستمرة منذ عام 2023) (أكثر من 50 ألفًا) أعلى من إجمالي عدد القتلى في جميع الحروب الأخرى في الصراع الإسرائيلي الفلسطيني مجتمعة.
خاضت إسرائيل ثلاث حروب في قطاع غزة الذي تديره مصر: حرب فلسطين عام 1948، والاحتلال الأول لغزة أثناء أزمة السويس، والاستيلاء على غزة في عام 1967. خلال الاحتلال الأول، قُتل أو عُذِّب أو سُجن 1% من سكان قطاع غزة على يد إسرائيل. وبعد فترتين من التمردات منخفضة المستوى، اندلع صراع كبير بين الإسرائيليين والفلسطينيين في الانتفاضة الأولى. وقد جلبت اتفاقيات أوسلو عام 1993 فترة من الهدوء. ولكن في عام 2000 اندلعت الانتفاضة الثانية. مع اقتراب نهاية الانتفاضة الثانية، انسحبت إسرائيل من غزة في عام 2005، وفازت حماس في انتخابات عام 2006 واستولت على السيطرة على غزة في عام 2007.
في عام 2007، فرضت إسرائيل حصارًا بريًا وجويًا وبحريًا على قطاع غزة، مما حوله إلى "سجن مفتوح". وقد لاقى الحصار إدانة واسعة النطاق باعتباره شكلاً من أشكال العقاب الجماعي، في حين دافعت إسرائيل عنه باعتباره ضرورياً لوقف الهجمات الصاروخية الفلسطينية. واعتبرت حماس ذلك بمثابة إعلان حرب. أدى الغزو الإسرائيلي لقطاع غزة في عامي 2008–2009 إلى مقتل أكثر من ألف شخص وتدمير واسع النطاق للمنازل والمدارس والمستشفيات. كما أسفرت عملية إسرائيلية في عام 2012 عن مقتل أكثر من 100 شخص.
في عام 2014، غزت إسرائيل غزة في حرب كبرى أسفرت عن مقتل 73 إسرائيليًا (معظمهم من الجنود) و2251 فلسطينيًا (معظمهم من المدنيين). أدى الغزو إلى تدمير "غير مسبوق"، حيث تضرر 25% من المنازل في مدينة غزة و70% من المنازل في بيت حانون. بعد عام 2014، شملت الأحداث البارزة في الصراع " مسيرة العودة الكبرى " (2018–2019) والاشتباكات في نوفمبر/تشرين الثاني 2018 ومايو/أيار 2019 ونوفمبر /تشرين الثاني 2019. وشهدت الأزمة في عام 2021 مقتل 256 فلسطينيًا و15 إسرائيليًا.

في 7 أكتوبر 2023، هاجم مسلحون فلسطينيون إسرائيل، مما أسفر عن مقتل 1143 شخصًا (معظمهم من المدنيين) وبدء الحرب في غزة. وردت إسرائيل بقصف قطاع غزة وشن غزو أدى إلى مقتل أكثر من 43 ألفًا من سكان غزة حتى نوفمبر 2024.
| #  | الصراع                                                                              | الفترة                  | شهداء العرب                  | قتلى الإسرائيليين                     | البنية التحتية المتضررة أو المدمرة                       | السكان النازحون                                                  | التأثيرات الأخرى                                                                    |
| -- | ----------------------------------------------------------------------------------- | ----------------------- | ---------------------------- | ------------------------------------- | -------------------------------------------------------- | ---------------------------------------------------------------- | ----------------------------------------------------------------------------------- |
| 1  | حرب فلسطين عام 1948 والحرب العربية الإسرائيلية عام 1948                             | 1948–1949               |                              |                                       |                                                          | 200،000 عربي طردتهم إسرائيل إلى غزة                              | إنشاء قطاع غزة ككيان                                                                |
| 2  | حركة الفدائيين الفلسطينية                                                           | 1949–1956               | 216 (حتى عام 1955)           | 8 (حتى عام 1955)                      |                                                          |                                                                  | الصراع حول "المتسللين" الفلسطينيين – وهم في الغالب لاجئون يحاولون العودة إلى ديارهم |

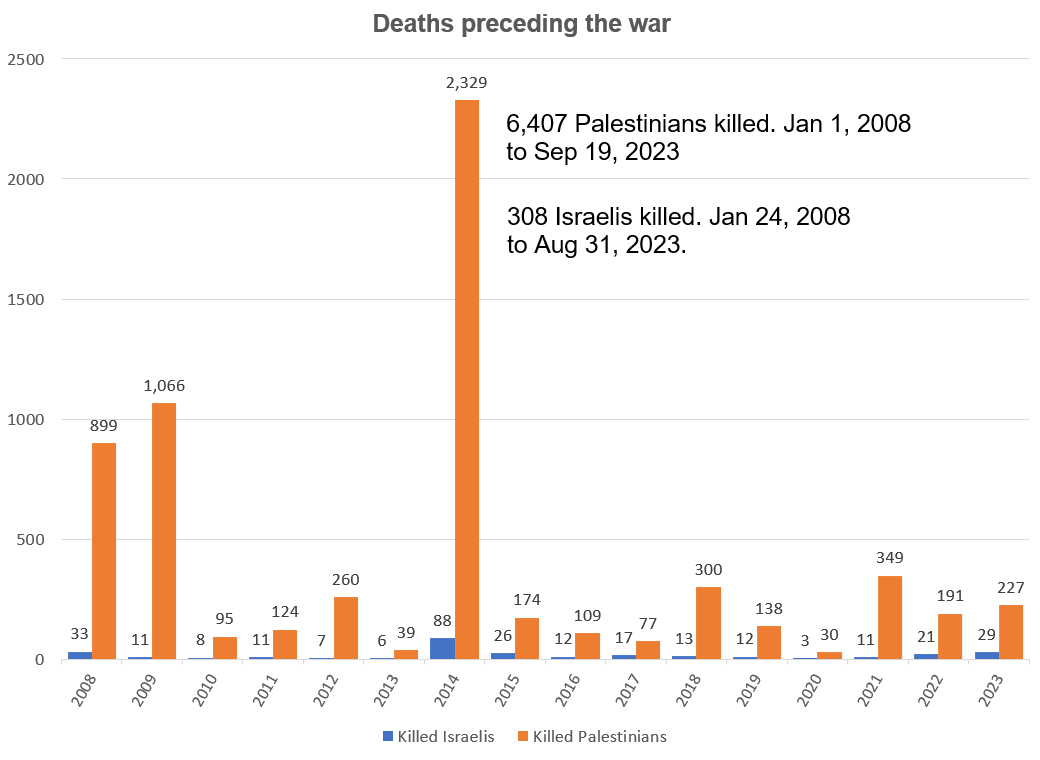
القتلى الإسرائيليين والفلسطينيين قبل حرب غزة. ومن بين القتلى الفلسطينيين، 5360 في غزة، و1007 في الضفة الغربية، و37 في إسرائيل. وكان معظمهم من المدنيين على كلا الجانبين.

| 3  | الاحتلال الإسرائيلي لقطاع غزة خلال أزمة السويس                                      | 1956–1957               | 1،231–1،446                  | أكثر من 172 قتيلاً                     |                                                          |                                                                  | 1% من إجمالي سكان قطاع غزة إما قُتلوا أو جُرحوا أو عُذبوا أو سُجنوا على يد إسرائيل.     |
| 4  | حرب 1967                                                                            | 1967                    |                              |                                       | 90% من مدارس الأونروا                                    | حوالي 45،000 مدني (10% من سكان غزة) فروا أو طردوا من قبل إسرائيل |                                                                                     |
| 5  | التمرد على مستوى منخفض                                                              | 1967–1971               | 39 مدنيًا و71 مقاتلًا          | 9 مدنيين و8 جنود                      |                                                          |                                                                  | اعتقلت إسرائيل ما يقرب من 10 آلاف من سكان غزة دون محاكمة بين عامي 1967 و1970.       |
| 6  | الصراع الثلاثي بين إسرائيل والقوميين الفلسطينيين والمتشددين الإسلاميين[بحاجة لمصدر] | 1979–1983 [بحاجة لمصدر] |                              |                                       |                                                          |                                                                  |                                                                                     |
| 7  | الانتفاضة الأولى                                                                    | 1987–1993               | 523، 78،338 في المستشفى      |                                       |                                                          |                                                                  | 42% من أطفال غزة أفادوا بتعرضهم للاعتداء من قبل جيش الاحتلال الاسرائيلي             |
| 8  | الانتفاضة الثانية                                                                   | 2001–2005               | حوالي 3،000                  |                                       |                                                          |                                                                  |                                                                                     |
| 9  | توغلات ما بعد فك الارتباط في غزة                                                    | 2005–2007               | 359 مدنيًا، 309 مقاتلًا        | 4 جنود، 4 مدنيين                      |                                                          |                                                                  |                                                                                     |
| 10 | الحرب على غزة الأولى                                                                | 2008–2009               | 1،181 مدنياً، 236 مقاتلاً      | 10 جنود، 3 مدنيين                     | 46000 منزل، 34 مستشفى وعيادة، 214 مدرسة، 52 مسجدًا وكنيسة | 100 ألف شخص أصبحوا بلا مأوى                                      | 80% من المنتجات والمعدات الزراعية مدمرة                                             |
| 11 | الحرب على غزة 2012                                                                  | 2012                    | 103 مدنيًا و55 مقاتلًا         | 4 مدنيين، 2 جنود                      | 97 مدرسة، 49 مسجدًا وكنيسة، 15 مستشفى وعيادة              | 350–700 عائلة                                                    |                                                                                     |
| 12 | الحرب على غزة 2014                                                                  | 2014                    | 2251 قتيلاً (65% من المدنيين) | 67 جندياً و 6 مدنيين                   | 203 مسجدًا وكنيستين، 25% من المنازل في مدينة غزة          | 520 ألف نازح داخليًا (30% من سكان غزة)                            |                                                                                     |
| 13 | الاشتباكات الإسرائيلية الفلسطينية 2021                                              | 2021                    | 128 مدنيًا، 128 مقاتلًا        | 14 مدنيين، 1 جنود                     | 15،000 منزل، 58 مدرسة، 9 مستشفيات، 19 عيادة              | 113،000 نازح داخليًا                                              |                                                                                     |
| 14 | الحرب على غزة                                                                       | 2023–الآن               | 46،000–70،000+               | أكثر من 876 مدنيًا، وأكثر من 756 جنديًا |                                                          |                                                                  |                                                                                     |

## 1947–1987
خاضت إسرائيل 6 حروب مع غزة من عام 1947 إلى عام 1987.
احتلت إسرائيل قطاع غزة أثناء أزمة السويس عام 1956. خلال هذا الاحتلال، قُتل ما بين 930 إلى 1200 فلسطيني، وأبرزهم مذبحة خان يونس ومذبحة رفح. وفي المجمل، قُتل أو جُرح أو عُذب أو سُجن نحو 1% من سكان قطاع غزة على يد إسرائيل. وفي عام 1957 انسحبت إسرائيل من قطاع غزة بعد ضغوط أمريكية.
في حرب عام 1967، احتلت إسرائيل قطاع غزة، إلى جانب سيناء، ومرتفعات الجولان، والضفة الغربية. خلال الحرب، وبعدها بفترة وجيزة، فر ما بين 40 ألفًا و45 ألف مدني أو طُردوا من قطاع غزة. وقُتل العديد من المدنيين الفلسطينيين أثناء فرارهم. في يوم 11 يونيو، قتلت قنبلة يدوية 8 مدنيين من غزة، وأدى إطلاق نار إلى مقتل 10 آخرين.

## 1988–2007: الانتفاضات
خلال الانتفاضة الأولى، في قطاع غزة وحده، قُتل 142 فلسطينياً، بينما لم يُقتل أي إسرائيلي: 77 قُتلوا بالرصاص، و37 ماتوا بسبب استنشاق الغاز المسيل للدموع. 17 شخصًا لقوا حتفهم نتيجة الضرب على أيدي الشرطة أو الجنود الإسرائيليين.

### الجدار العازل بين إسرائيل وغزة
أكملت إسرائيل بناء الجدار الفاصل بين إسرائيل وغزة في عام 1996. وقد ساعد في الحد من تسلل النازحين من قطاع غزة إلى إسرائيل.[بحاجة لمصدر] كما تم تقليص التصاريح الخاصة لدخول إسرائيل للأغراض الطبية بشكل كبير،[بحاجة لمصدر] مما جعل السفر بالنسبة للفلسطينيين صعبًا.
في كتابه الصادر عام 1999 بعنوان فك الارتباط: إسرائيل والكيان الفلسطيني ("الحاجة إلى الانفصال: إسرائيل والسلطة الفلسطينية")، يستعرض دانييل شوفتان الحجج الجديدة والموجودة التي تقوم عليها مواقف الانفصال المختلفة، وذلك بهدف دعم قضية الانفصال عن الفلسطينيين، بدءاً من أولئك الموجودين في الضفة الغربية وغزة. ويؤيد شوفتان مواقف "الفصل الصارم" التي تبناها سياسيون مثل إسحاق رابين وإيهود باراك.
كان إسحاق رابين أول من اقترح إنشاء حاجز مادي بين السكان الإسرائيليين والفلسطينيين في عام 1992، وبحلول عام 1994، بدأ بناء الحاجز الأول ــ حاجز إسرائيل ــ غزة ؛ وهو في الواقع سياج سلكي مزود بأجهزة استشعار. وفي أعقاب الهجوم على بيت ليد، بالقرب من مدينة نتانيا، حدد رابين الأهداف وراء هذا المشروع، قائلاً:
«هذا الطريق يجب أن يؤدي إلى الانفصال، ولكن ليس وفق حدود ما قبل 1967. نحن نريد الوصول إلى فصل بيننا وبينهم. نحن لا نريد أن تكون غالبية سكان اليهود في دولة إسرائيل، الذين يعيش 98% منهم داخل حدود إسرائيل ذات السيادة، بما في ذلك القدس الموحدة، عرضة للإرهاب».

### الانتفاضة الثانية

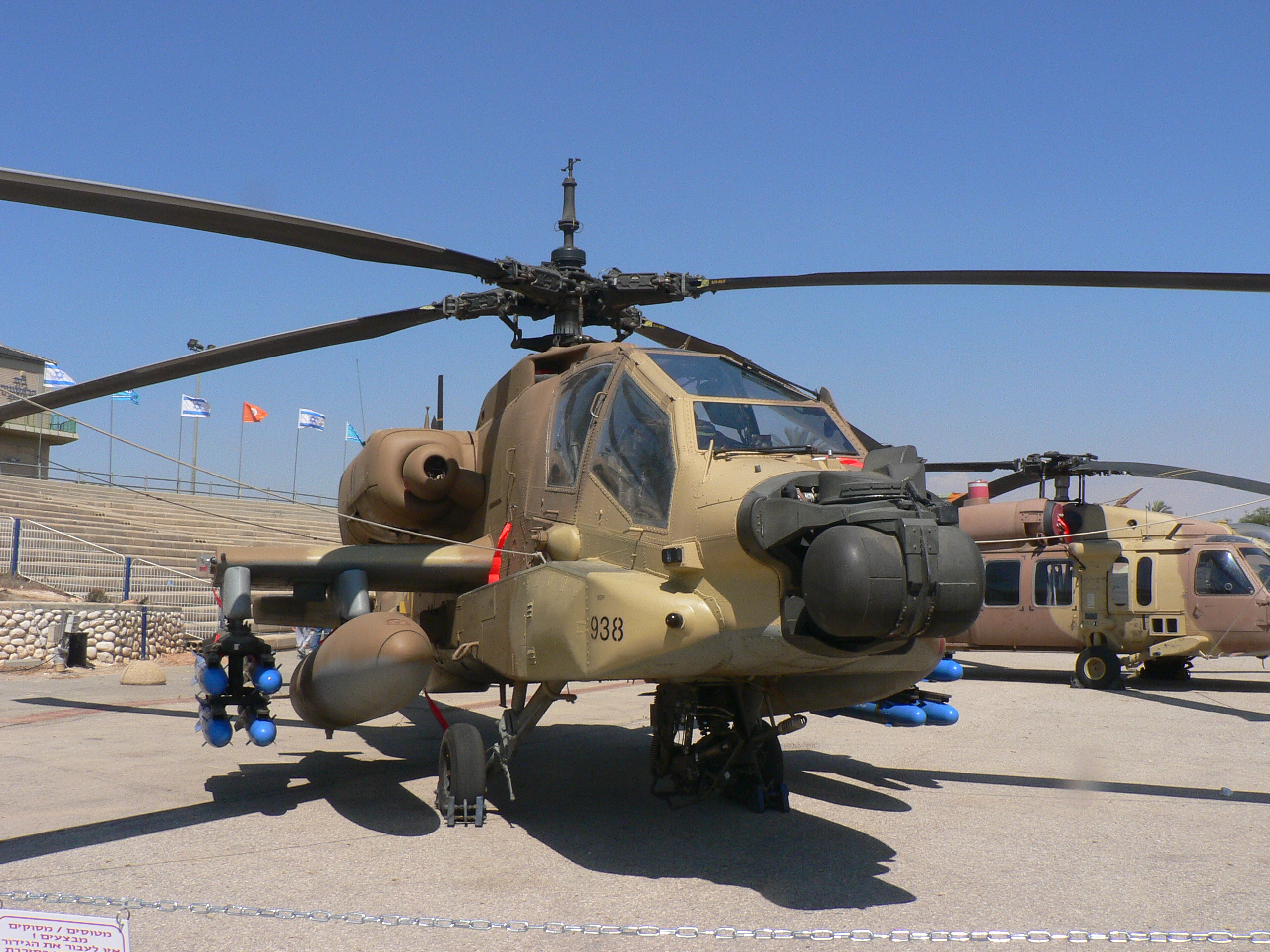
تم استخدام طائرات أباتشي إيه إتش–64 التابعة لسلاح الجو الإسرائيلي كمنصة لإطلاق الصواريخ الموجهة على الأهداف الفلسطينية وتم استخدامها في سياسة الاغتيالات المستهدفة ضد كل من المسلحين والقادة السياسيين.

بدأت الانتفاضة الثانية، والمعروفة أيضًا باسم انتفاضة الأقصى، في سبتمبر 2000. اعتبر العديد من الفلسطينيين الانتفاضة بمثابة نضال من أجل التحرير الوطني ضد الاحتلال الإسرائيلي الذي فرض عليهم بعد حرب عام 1967، في حين اعتبرها العديد من الإسرائيليين حملة إرهابية.
وتراوحت التكتيكات الفلسطينية بين تنفيذ الاحتجاجات الجماهيرية والإضرابات العامة، كما حدث في الانتفاضة الأولى، إلى شن هجمات انتحارية وإطلاق صواريخ القسام على المناطق السكنية في جنوب شرق إسرائيل. وتراوحت التكتيكات الإسرائيلية بين تنفيذ اعتقالات جماعية واحتجاز الفلسطينيين في الاعتقال الإداري إلى إقامة نقاط التفتيش وبناء الجدار الإسرائيلي في قطاع غزة والجدار في الضفة الغربية إلى تنفيذ عمليات اغتيال تستهدف النشطاء وقادة المنظمات الفلسطينية.
بعد الانتخابات التشريعية الفلسطينية عام 2006، تفاوضت إسرائيل مع محمود عباس ومنظمة التحرير الفلسطينية، ولكنها استهدفت في الوقت نفسه نشطاء حماس ومسلحيها وقصفتهم، واعتقلت سياسيين من المجلس التشريعي المنتخب من حماس.
ويقدر عدد القتلى، العسكريين والمدنيين على حد سواء، على مدار الفترة المذكورة (2000–2007) بأكثر من 4،300 فلسطيني وأكثر من 1،000 إسرائيلي؛ كما قُتل 64 مواطنًا أجنبيًا (54 على يد الفلسطينيين و10 على يد قوات الأمن الإسرائيلية).

### الانسحاب الإسرائيلي أحادي الجانب
لقد نفذت إسرائيل خطة فك الارتباط في أغسطس/آب وسبتمبر/أيلول 2005، فسحبت وجودها المدني والعسكري من قطاع غزة، واحتفظت بالسيطرة على المجال الجوي لغزة والوصول البحري والحدود حتى مع مصر وفقاً لاتفاقية 2005 مع السلطة الفلسطينية. وكانت صواريخ القسام تطلق بانتظام قبل الانسحاب الإسرائيلي من غزة، كما ارتفعت وتيرة هجمات القسام بعد الانسحاب من غزة. استهدف المسلحون الفلسطينيون عددًا من القواعد العسكرية والبلدات المدنية في جنوب إسرائيل.
منذ عام 2001، أطلق المسلحون الفلسطينيون آلاف الهجمات بالصواريخ وقذائف الهاون على إسرائيل من قطاع غزة، قتل المدنيين الإسرائيليين وإصابتهم بجروح وصدمة نفسية.
في يوليو 2006، أعادت إسرائيل احتلال أجزاء من شمال قطاع غزة لفترة وجيزة واستخدمت المناطق المحتلة كقواعد للغارات على جباليا وبيت لاهيا. وردت حماس بإطلاق الصواريخ.

### صعود حماس
وعندما فاز حزب حماس الإسلامي في الانتخابات التشريعية الفلسطينية في يناير/كانون الثاني 2006، وحصل على أغلبية المقاعد في المجلس التشريعي الفلسطيني، اشتد الصراع بين إسرائيل وغزة. أغلقت إسرائيل حدودها مع قطاع غزة، مما أدى إلى منع التدفق الحر للأشخاص والعديد من الواردات والصادرات إلى حد كبير. أطلق فلسطينيون صواريخ القسام على المستوطنات الإسرائيلية الواقعة بالقرب من حدود غزة، ونفذوا غارات عبر الحدود بهدف قتل أو أسر جنود إسرائيليين. وفي إحدى هذه الغارات، في 25 يونيو/حزيران 2006، أسر فلسطينيون الجندي الإسرائيلي جلعاد شاليط، مما أدى إلى رد انتقامي واسع النطاق من جانب الجيش الإسرائيلي، والذي تضمن غارات جوية ضد أهداف تابعة لحماس.
وفي يونيو/حزيران 2007، اندلع قتال داخلي بين حماس وفتح، وعززت حماس سلطتها بشكل كامل من خلال تنفيذ انقلاب مسلح والسيطرة على قطاع غزة. في أعقاب القتال الداخلي الذي وقع بين 7 و15 يونيو/حزيران 2007، والمعروف أيضاً باسم معركة غزة التي قُتل فيها 118 فلسطينياً وجُرح أكثر من 550 آخرين، وقع قطاع غزة بأكمله تحت السيطرة الكاملة لحكومة حماس.
كرد فعل على استيلاء حماس على قطاع غزة، فرضت إسرائيل قيودًا صارمة على تدفق الأشخاص والبضائع من غزة وإليها. أصبح حوالي 70% من القوى العاملة في غزة عاطلين عن العمل أو بدون أجر، وأصبح حوالي 80% من سكان القطاع يعيشون في فقر.
ومنذ سيطرة حماس على غزة، استمرت الاشتباكات بين الجماعات الفلسطينية المسلحة في غزة وإسرائيل. وأطلقت الجماعات الفلسطينية المسلحة صواريخ على إسرائيل، مما أدى إلى مقتل مدنيين إسرائيليين، بمن فيهم أطفال، وجرح آخرين، فضلاً عن إلحاق أضرار بالبنية التحتية، وشنت إسرائيل هجمات وقصفت غزة بالمدفعية مما أدى إلى مقتل مقاتلين فلسطينيين ومدنيين بمن فيهم أطفال، والتسبب في أضرار مدمرة للبنية التحتية. وفقًا لهيومن رايتس ووتش، فإن الهجمات الفلسطينية المتعمدة ضد المدنيين تنتهك القانون الإنساني الدولي. ولأن حماس كانت تمارس السلطة داخل غزة، فقد كانت مسؤولة عن وقف الهجمات غير القانونية حتى عندما تنفذها جماعات أخرى.

### 2006–2007
بدأت الحرب التقليدية واسعة النطاق خارج محيط قطاع غزة عندما اختطف مسلحون فلسطينيون العريف جلعاد شاليط، وردت إسرائيل بشن عملية "أمطار الصيف" في 28 يونيو/حزيران 2006. وأصبحت هذه العملية أول تعبئة كبرى داخل قطاع غزة منذ انسحاب إسرائيل من المنطقة بشكل أحادي الجانب بين أغسطس/آب وسبتمبر/أيلول 2005.
كان انفجار شاطئ غزة حدثًا وقع في 9 يونيو 2006 وأسفر عن مقتل ثمانية فلسطينيين. – بما في ذلك ما يقرب من كامل عائلة هدى غالية البالغة من العمر سبع سنوات – وأصيب ما لا يقل عن ثلاثين آخرين في انفجار على شاطئ البحر بالقرب من بلدية بيت لاهيا في قطاع غزة. وقد حظيت الحادثة باهتمام كبير من جانب وسائل الإعلام في جميع أنحاء العالم، مع إثارة الجدل بشدة حول المسؤولية عن الانفجار في الأسابيع التالية.
وتؤكد إسرائيل أنها حشدت آلاف الجنود من أجل قمع إطلاق صواريخ القسام على سكانها المدنيين وتأمين إطلاق سراح جلعاد شاليط. وتشير التقديرات إلى أن ما بين 7000 و9000 قذيفة مدفعية إسرائيلية أطلقت على غزة في الفترة من سبتمبر 2005 إلى يونيو 2006، مما أسفر عن مقتل 80 فلسطينياً في ستة أشهر. وعلى الجانب الفلسطيني، تم إطلاق ما يزيد على 1300 صاروخ قسام على إسرائيل منذ سبتمبر 2000 وحتى 21 ديسمبر 2006. كما واصلت القوات الإسرائيلية البحث عن الأنفاق التي يستخدمها المسلحون لتهريب الأسلحة، فضلاً عن مراقبة العمليات عند نقاط التفتيش (مع بعض المساعدة من الاتحاد الأوروبي في رفح ) لأسباب أمنية، وخاصة عمليات نقل الأسلحة المحتملة والعودة غير المقيدة لقادة المتطرفين والإرهابيين المنفيين. حتى يوم 18 أكتوبر/تشرين الأول 2006، اكتشفت إسرائيل 20 نفقاً تستخدم في تهريب الأسلحة غير المشروعة تحت الحدود بين قطاع غزة ومصر.
وكانت إسرائيل قد أعلنت أنها ستنسحب من القطاع وتنهي العملية بمجرد إطلاق سراح شاليط. وكان الفلسطينيون قد قالوا إنهم على استعداد لإعادة شاليط مقابل إطلاق سراح بعض الفلسطينيين المعتقلين في السجون الإسرائيلية. وقال الفلسطينيون وآخرون أيضا إن الهجوم كان يهدف إلى الإطاحة بالحكومة المنتخبة ديمقراطيا بقيادة حماس وزعزعة استقرار السلطة الوطنية الفلسطينية، مشيرين إلى استهداف البنية الأساسية المدنية مثل محطة الطاقة وأسر أعضاء الحكومة والبرلمان. وقد استهدفت قوات الاحتلال الإسرائيلية نحو 300 فلسطيني في قطاع غزة منذ اختطاف الجندي جلعاد شاليط.
في يوليو/تموز 2006، ظهرت التقارير الأولى حول إصابات غامضة بعد الهجمات الإسرائيلية. وشملت الإصابات التي لم يسبق رؤيتها من قبل تلفًا شديدًا في الأعضاء الداخلية، وحروقًا داخلية شديدة وجروحًا داخلية عميقة غالبًا ما تؤدي إلى البتر أو الوفاة. وصلت الجثث ممزقة ومذابة ومشوهة بشدة. كانت هناك تكهنات حول سلاح تجريبي جديد، وخاصة المتفجرات المعدنية الخاملة الكثيفة ‏ (DIMEs).
في محاولة لوقف هجمات صواريخ القسام التي يطلقها المسلحون الفلسطينيون من شمال قطاع غزة على جنوب إسرائيل، أطلقت إسرائيل عملية "سحب الخريف" في الأول من نوفمبر/تشرين الثاني 2006.
في الثامن من نوفمبر/تشرين الثاني 2006، وبعد يوم واحد من انسحاب إسرائيل في أعقاب عملية "سحب الخريف"، أخطأت قذائف قوات الاحتلال الإسرائيلية هدفها ـ ربما بسبب "خلل فني" ـ وأصابت صفاً من المنازل في بلدة بيت حانون في قطاع غزة، مما أسفر عن مقتل 19 فلسطينياً وإصابة أكثر من 40 آخرين. وقد بدأت قوات الاحتلال الإسرائيلية تحقيقاً في حادثة بيت حانون التي وقعت في نوفمبر/تشرين الثاني 2006 (واعتذرت لاحقاً عن الحادثة)، وعرض الرئيس الإسرائيلي آنذاك إيهود أولمرت تقديم المساعدة الإنسانية للمتضررين.
تم اقتراح خطة السلام الفرنسية الإيطالية الإسبانية للشرق الأوسط لعام 2006 بعد أن غزت إسرائيل قطاع غزة في عملية "سحب الخريف" من قبل رئيس الوزراء الإسباني خوسيه لويس رودريجيز ثباتيرو خلال محادثات مع الرئيس الفرنسي جاك شيراك. وأبدى رئيس الوزراء الإيطالي رومانو برودي دعمه الكامل للخطة.
وفي 26 نوفمبر/تشرين الثاني، تم التوقيع على اتفاق لوقف إطلاق النار بين المنظمات الفلسطينية وإسرائيل، وسحبت إسرائيل قواتها بينما انتشرت قوات السلطة الفلسطينية لوقف إطلاق صواريخ القسام. وفي أعقاب الهدنة، تم إطلاق أكثر من 60 صاروخ قسام من قطاع غزة على إسرائيل، وقتلت قوات الاحتلال الإسرائيلية فلسطينياً واحداً (مسلحاً بالبنادق والقنابل اليدوية). في 19 ديسمبر/كانون الأول، بدأت حركة الجهاد الإسلامي الفلسطينية تحمل المسؤولية العلنية عن إطلاق صواريخ القسام، لأنها قالت إن إسرائيل قتلت اثنين من أعضائها في جنين.
سلسلة من المعارك بين المسلحين الفلسطينيين في قطاع غزة الذي تحكمه حماس وقوات الاحتلال الإسرائيلية بدأت في منتصف مايو/أيار 2007، مع اشتعال العنف بين الفلسطينيين في هذه الأثناء. أطلق الفلسطينيون أكثر من 220 صاروخا من طراز القسام على إسرائيل ( سديروت والنقب الغربي) خلال أكثر من أسبوع. وأطلقت القوات الجوية الإسرائيلية صواريخ وقنابل على مواقع الإطلاق. وجاء القتال وسط أعمال عنف خطيرة بين الفصائل الفلسطينية وتقارير عن تصاعد مستوى الأزمة الإنسانية في المنطقة. وقالت حماس إنها ستواصل الرد على الغارات الإسرائيلية.

## 2007–2022
في سبتمبر/أيلول 2007، أعلنت إسرائيل غزة "أرضاً معادية". ويرى المؤرخ جان بيير فيليو أن هذا التأكيد "سخيف"، نظراً لأن إسرائيل خاضت حتى هذه النقطة تسع حروب ضد غزة. وسمح الإعلان لإسرائيل بمنع نقل الكهرباء والوقود وغيرها من الإمدادات إلى غزة. اعتبرت حماس هذا بمثابة إعلان حرب، بينما صرحت إسرائيل أن هدفها هو الضغط على حماس لإنهاء هجمات صواريخ القسام (التي قالت إسرائيل إنها تكثفت). وقد قوبل قرار إسرائيل بقطع إمدادات الوقود عن غزة بإدانة واسعة النطاق (بما في ذلك من جانب الاتحاد الأوروبي ) باعتباره "عقاباً جماعياً".
كما اعتقلت إسرائيل مسؤولين من حماس في الضفة الغربية، من بينهم اثنان من أعضاء مجلس الوزراء. وقد أدانت منظمات دولية وسياسيون دوليون هذه الاعتقالات بشدة.
وبحلول يناير/كانون الثاني 2008، ووفقاً لدراسة أجرتها الأمم المتحدة، وصلت التأثيرات الاقتصادية للحصار الإسرائيلي على غزة إلى عتبة حرجة. وأخيرا، في 17 يناير/كانون الثاني 2008، أغلقت إسرائيل الحدود بشكل كامل في أعقاب تصاعد الهجمات الصاروخية. بدأ خرق الحدود بين غزة ومصر في 23 يناير/كانون الثاني 2008، بعد أن قام مسلحون في قطاع غزة بتفجير قنبلة بالقرب من معبر رفح الحدودي، مما أدى إلى تدمير جزء من الجدار الإسرائيلي السابق على قطاع غزة. وتشير تقديرات الأمم المتحدة إلى أن ما يصل إلى نصف سكان قطاع غزة البالغ عددهم 1.5 مليون نسمة عبروا الحدود إلى مصر بحثا عن الغذاء والإمدادات.[بحاجة لمصدر]

### محرقة غزة
في 27 فبراير 2008، أطلق مسلحون فلسطينيون أكثر من 40 صاروخ قسام على جنوب إسرائيل وأطلق الجيش الإسرائيلي ثلاثة صواريخ على وزارة الداخلية الفلسطينية في غزة مما أدى إلى تدمير المبنى. في 28 فبراير 2008، قصفت الطائرات الإسرائيلية مركزًا للشرطة بالقرب من منزل زعيم حماس إسماعيل هنية في مدينة غزة، مما أسفر عن مقتل العديد من الأطفال. وتقول القوات العسكرية الإسرائيلية إن عملياتها الجوية والبرية ضد المسلحين الذين يطلقون الصواريخ من شمال غزة أصابت ما لا يقل عن 23 فلسطينياً مسلحاً، في حين أفادت مصادر فلسطينية بارتفاع حصيلة القتلى وقالت إن العديد من المدنيين قتلوا أيضاً.
بدأت إسرائيل عملياتها الجوية والبرية في 29 فبراير. لقد أدى الهجوم الذي شنته قوات الاحتلال الإسرائيلية على غزة إلى مقتل أكثر من 100 فلسطيني في أقل من أسبوع. أطلق الفلسطينيون 150 صاروخًا على إسرائيل مما أدى إلى مقتل ثلاثة إسرائيليين. دعت الولايات المتحدة إلى إنهاء الاشتباكات بين إسرائيل والفلسطينيين. اتهم الرئيس الفلسطيني محمود عباس إسرائيل بـ"الإرهاب الدولي"، قائلاً إن هجومها على غزة يشكل "أكثر من مجرد محرقة". في 3 مارس/آذار، علق عباس جميع الاتصالات مع إسرائيل بشأن هجومها على غزة، حيث أرسلت الحكومة الإسرائيلية طائرات حربية لضرب المزيد من الأهداف في وقت مبكر من يوم الاثنين وتعهدت بمواصلة هجومها. أدان الاتحاد الأوروبي ما أسماه "الاستخدام غير المتناسب للقوة" من جانب الجيش الإسرائيلي في غزة بعد مقتل 54 فلسطينياً في أعلى حصيلة للضحايا في يوم واحد منذ اندلاع القتال في عام 2000. كما أصدر الأمين العام للأمم المتحدة بان كي مون إدانة لما أسماه "الرد الإسرائيلي المفرط وغير المتناسب"، ودعا إسرائيل إلى "وقف مثل هذه الهجمات"، في حين أدان الهجمات الصاروخية المستمرة على سديروت وعسقلان.
وفي العالم الإسلامي خرج المتظاهرون إلى الشوارع احتجاجا على هجمات جيش الاحتلال الإسرائيلي. دعا المرشد الأعلى الإيراني آية الله علي خامنئي المسلمين إلى النهوض، ودعا قادتهم إلى توجيه "ضربة قوية" إلى إسرائيل "بغضب شعوبهم". وفي لبنان، تجمع مئات من أنصار حزب الله عند بوابة فاطمة على الحدود بين لبنان وإسرائيل، وهم يهتفون " الموت لإسرائيل " ويلوحون بالأعلام اللبنانية والفلسطينية. وفي مصر، نظم آلاف الطلاب احتجاجات في الجامعات في مختلف أنحاء البلاد مطالبين الزعماء العرب بوقف العدوان الإسرائيلي ودعم الفلسطينيين. وأحرق بعض المتظاهرين العلمين الإسرائيلي والأمريكي. وخرج نحو عشرة آلاف متظاهر، معظمهم من جماعة الإخوان المسلمين في الأردن وجماعات معارضة أصغر، إلى الشوارع في واحدة من أشد المظاهرات صخبا وأكبرها ضد إسرائيل في البلاد في السنوات الأخيرة. في هذه الأثناء، قارنت المملكة العربية السعودية هجوم الجيش الإسرائيلي بـ"جرائم الحرب النازية" ودعت المجتمع الدولي إلى وقف ما أسمته "القتل الجماعي" للفلسطينيين. وقال رئيس الوزراء التركي رجب طيب أردوغان إن هجمات جيش الاحتلال الإسرائيلي لا يمكن أن يكون لها "أي مبرر إنساني" وأضاف أن إسرائيل ترفض "الحل الدبلوماسي" للنزاع. انسحبت معظم الدبابات والقوات الإسرائيلية من شمال غزة في 3 مارس/آذار 2008، وأكد متحدث باسم قوات الاحتلال الإسرائيلية أن الجيش الإسرائيلي أنهى العمليات الهجومية هناك بعد خمسة أيام.
في 29 فبراير/شباط 2008، شن الجيش الإسرائيلي عملية "الشتاء الساخن" (وتسمى أيضاً عملية "الشتاء الدافئ") رداً على صواريخ القسام التي أطلقتها حماس من القطاع. قتل الجيش الإسرائيلي 112 فلسطينيا، كما قتل مسلحون فلسطينيون ثلاثة إسرائيليين. وقد أصيب أكثر من 150 فلسطينيًا وسبعة إسرائيليين.
وأثار حجم العملية قلقا دوليا واسع النطاق، حيث حثت وزارة الخارجية الأميركية إسرائيل على توخي الحذر لتجنب خسارة أرواح الأبرياء، كما انتقد الاتحاد الأوروبي والأمم المتحدة "الاستخدام غير المتناسب للقوة" من جانب إسرائيل. وطالب الاتحاد الأوروبي أيضاً بإنهاء الهجمات الصاروخية الفلسطينية على إسرائيل فوراً وحث إسرائيل على وقف الأنشطة التي تعرض المدنيين للخطر، قائلاً إنها "تنتهك القانون الدولي ".

### وقف إطلاق النار بين إسرائيل وحماس 2008

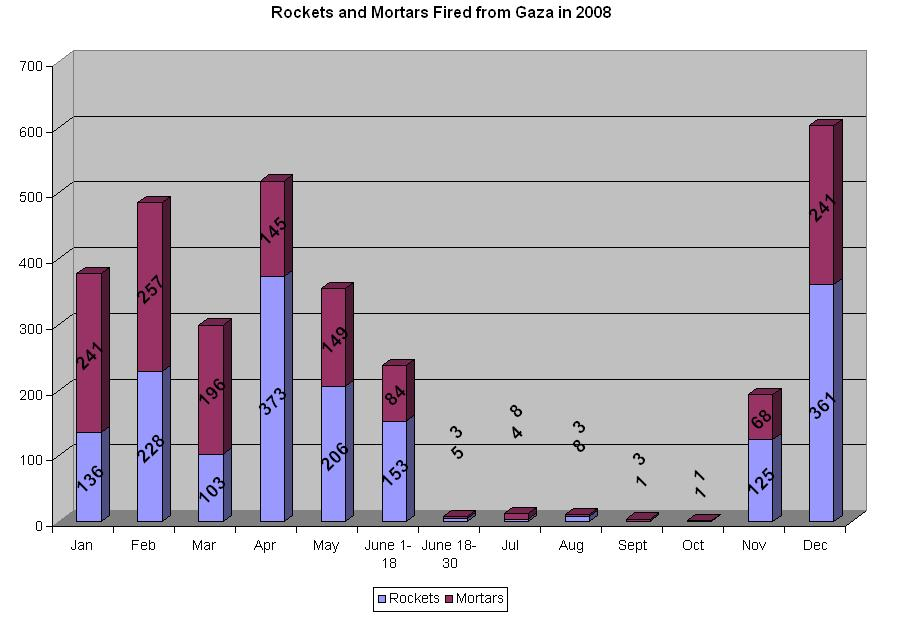
عدد الصواريخ التي سقطت على إسرائيل شهريا في عام 2008، وفقا لمركز مائير أميت للاستخبارات ومعلومات الإرهاب المرتبط بالجيش الإسرائيلي.

كان اتفاق وقف إطلاق النار بين إسرائيل وحماس عام 2008 بمثابة تهدئة مدتها ستة أشهر بوساطة مصرية (مصطلح عربي للتهدئة) "لمنطقة غزة"، والتي دخلت حيز التنفيذ بين حماس وإسرائيل في 19 يونيو 2008. وكان واجب حماس هو وقف الهجمات الصاروخية على إسرائيل. خلال الأشهر الخمسة الأولى من وقف إطلاق النار، وبعد بداية متذبذبة خلال الأسبوع الأول، انخفضت هذه الهجمات من غزة بشكل كبير بإجمالي 19 صاروخًا و18 قذيفة هاون، مقارنة بـ 1199 صاروخًا و1072 قذيفة هاون في عام 2008 حتى 19 يونيو، وهو انخفاض بنسبة 98%. واعترف مارك ريجيف، المتحدث باسم رئيس الوزراء الإسرائيلي، بأنه "لم تكن هناك صواريخ أطلقتها حماس خلال وقف إطلاق النار قبل الرابع من نوفمبر". وكان التزام إسرائيل هو وقف الهجمات على غزة، وبمجرد أن يصمد وقف إطلاق النار، أن تبدأ تدريجياً في تخفيف حصارها العقابي على غزة. دعت الاتفاقية إسرائيل إلى زيادة مستوى البضائع التي تدخل غزة بنسبة 30% عن الفترة التي سبقت التهدئة في غضون 72 ساعة وفتح جميع المعابر الحدودية و"السماح بنقل جميع البضائع المحظورة والمقيدة إلى غزة" في غضون 13 يومًا من بدء وقف إطلاق النار.[بحاجة لمصدر أفضل] لقد تحسنت إمدادات الغذاء والماء والدواء والوقود، ولكن الزيادة لم تتجاوز في المتوسط نحو 20% من المستويات الطبيعية، مقارنة بالتزام حماس بخفض إطلاق الصواريخ بنسبة 98% وبعد شهرين أصبح حجم البضائع الواردة منخفضاً للغاية بحيث لا يسمح بتحسين الظروف المعيشية بشكل كبير، مما منع الأونروا من تجديد مخازنها. أخبرت إسرائيل المسؤولين الأميركيين في عام 2008 أنها ستبقي اقتصاد غزة "على حافة الانهيار".

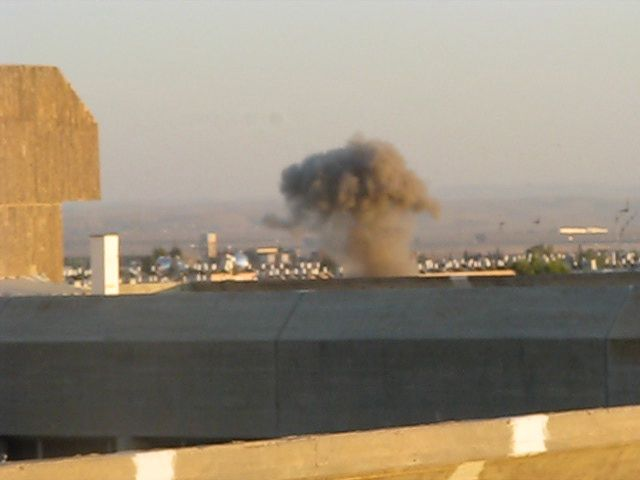
صاروخ جراد يضرب بئر السبع، يناير 2009

في 4 تشرين الثاني/نوفمبر 2008، خرقت إسرائيل وقف إطلاق النار بشن هجوم على غزة. وادعى الجيش الإسرائيلي أن الهدف من الغارة كان نفقاً قال إن حماس كانت تخطط لاستخدامه لأسر جنود إسرائيليين متمركزين على السياج الحدودي على بعد 250 متراً. غير أن مسؤولي حماس اختلفوا مع ذلك، حيث ادعوا أن النفق تم حفره لأغراض دفاعية، وليس لأسر أفراد الجيش الإسرائيلي، وفقاً للدكتور روبرت باستور (من معهد كارتر)، وأكد له مسؤول في الجيش الإسرائيلي هذه الحقيقة. وقد ردت حماس على الهجوم الإسرائيلي بوابل من إطلاق الصواريخ. وبهذا التوغل في أراضي غزة وعدم امتثالها لتخفيف الحظر، تكون إسرائيل قد أخفقت في الالتزام بجانبين من جوانب وقف إطلاق النار في حزيران/يونيو 2008.
وعندما انتهت الهدنة التي استمرت ستة أشهر رسميًا في 19 ديسمبر/كانون الأول، أطلقت حماس ما بين 50 إلى 70 صاروخًا وقذيفة هاون على إسرائيل على مدى الأيام الثلاثة التالية، رغم عدم إصابة أي إسرائيلي. وفي 21 ديسمبر/كانون الأول، أعلنت حماس أنها مستعدة لوقف الهجمات وتجديد الهدنة إذا أوقفت إسرائيل "عدوانها" في غزة وفتحت معابرها الحدودية. وفي يومي 27 و28 كانون الأول/ديسمبر، نفذت إسرائيل عملية الرصاص المصبوب ضد حماس. وقال الرئيس المصري حسني مبارك "لقد حذرنا حماس مرارا وتكرارا من أن رفض الهدنة سوف يدفع إسرائيل إلى العدوان على غزة".

### الحرب على غزة (2008–2009)

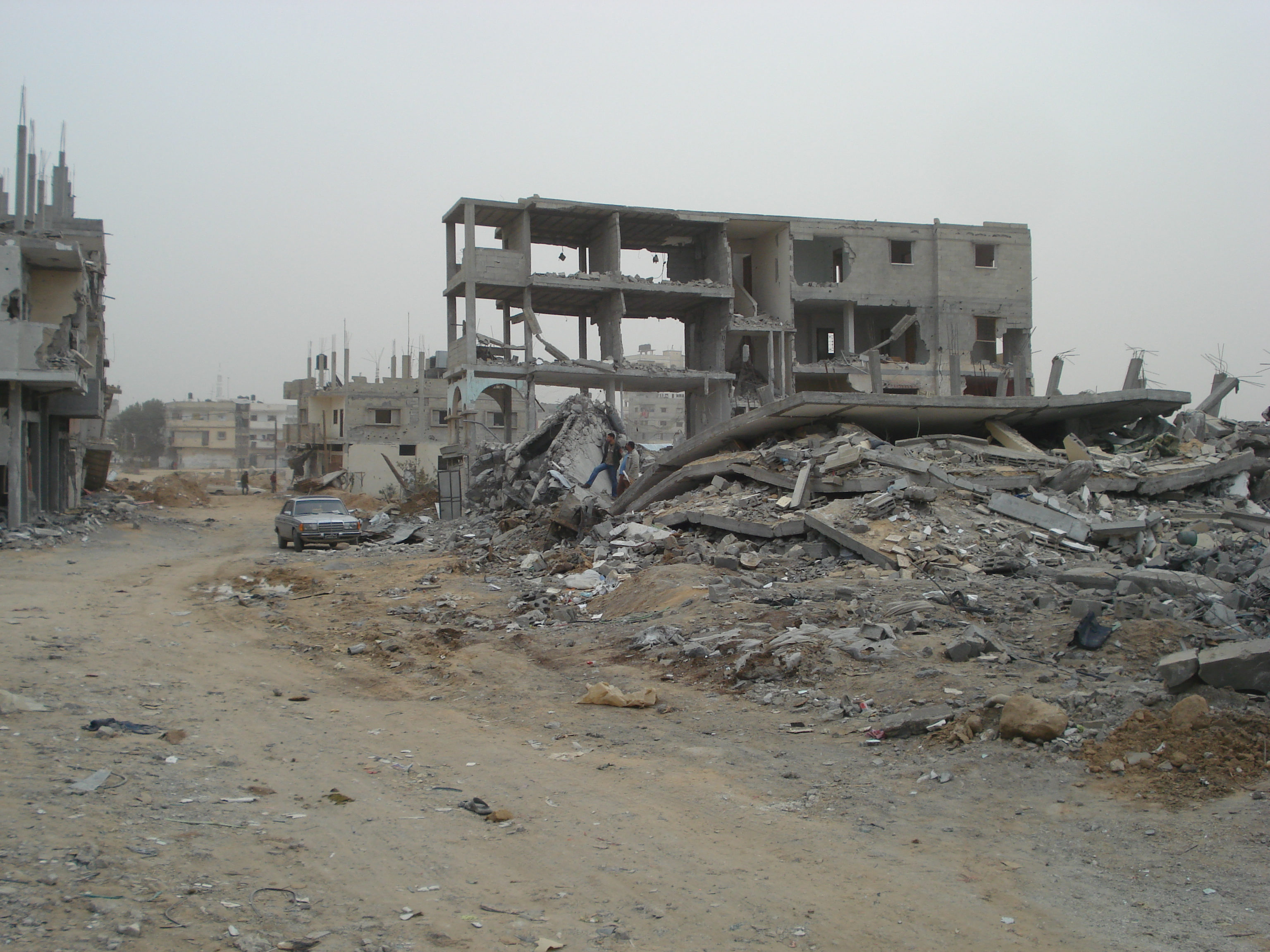
المباني المدمرة في مدينة غزة، يناير 2009

بدأت الحرب على غزة عندما شنت إسرائيل حملة عسكرية واسعة النطاق في قطاع غزة في 27 ديسمبر 2008، تحت اسم عملية ”الرصاص المصبوب“ (بالعبرية: מבצע עופרת יצוקה)، بهدف معلن هو وقف هجمات حماس الصاروخية على جنوب إسرائيل وتهريب الأسلحة إلى غزة. أطلق على هذا الصراع أيضًا اسم مجزرة غزة في العالم العربي. انتهت الهدنة الهشة التي استمرت ستة أشهر بين حماس وإسرائيل في 19 ديسمبر 2008. بدأت العملية الإسرائيلية بقصف مكثف لقطاع غزة، مستهدفة قواعد حماس ومخيمات تدريب الشرطة، ومقرات ومكاتب الشرطة. كما تعرضت البنية التحتية المدنية، بما في ذلك المساجد والمنازل والمرافق الطبية والمدارس، للهجوم، حيث ذكرت إسرائيل أن العديد منها كان يستخدم من قبل المقاتلين، وكمخازن للأسلحة والصواريخ. كثفت حماس هجماتها بالصواريخ وقذائف الهاون ضد أهداف في إسرائيل طوال فترة الصراع، حيث ضربت مدنًا لم تكن مستهدفة من قبل مثل بئر السبع وأشدود. في 3 يناير 2009، بدأ الغزو البري الإسرائيلي. خلال الحرب، أعدمت حماس العديد من الفلسطينيين وأعضاء فتح خلال فترة من العنف السياسي. واتهمت جماعات حقوق الإنسان ومنظمات الإغاثة حماس وإسرائيل بارتكاب جرائم حرب. قُتل ما يقدر بـ 1166–1417 فلسطينيًا و13 إسرائيليًا في الصراع. انتهى الصراع في 18 يناير بعد أن أعلنت إسرائيل أولاً ثم حماس وقف إطلاق النار من جانب واحد. في 21 يناير، أكملت إسرائيل انسحابها من قطاع غزة. في 2 مارس، أفادت التقارير أن المانحين الدوليين تعهدوا بتقديم 4.5 مليار دولار كمساعدات للفلسطينيين، وذلك أساسًا لإعادة إعمار غزة بعد الهجوم الإسرائيلي. اعتُبرت هذه الحرب أكبر عملية عسكرية وأكثرها تدميرًا وفتكًا في غزة منذ حرب الأيام الستة في عام 1967 وحتى حرب غزة.

### أحداث مارس 2010
في 26 آذار/مارس 2010، قُتل جنديان إسرائيليان واثنان من مقاتلي حماس خلال اشتباكات على الحدود الجنوبية لقطاع غزة. وأصيب جنديان آخران خلال القتال الذي اندلع شرق مدينة خان يونس. وهما أول جنديين إسرائيليين يقتلان في نيران معادية في غزة أو حولها منذ الهجوم الإسرائيلي الكبير الذي شنته إسرائيل هناك في كانون الثاني/يناير 2009، وفقاً لبي بي سي.

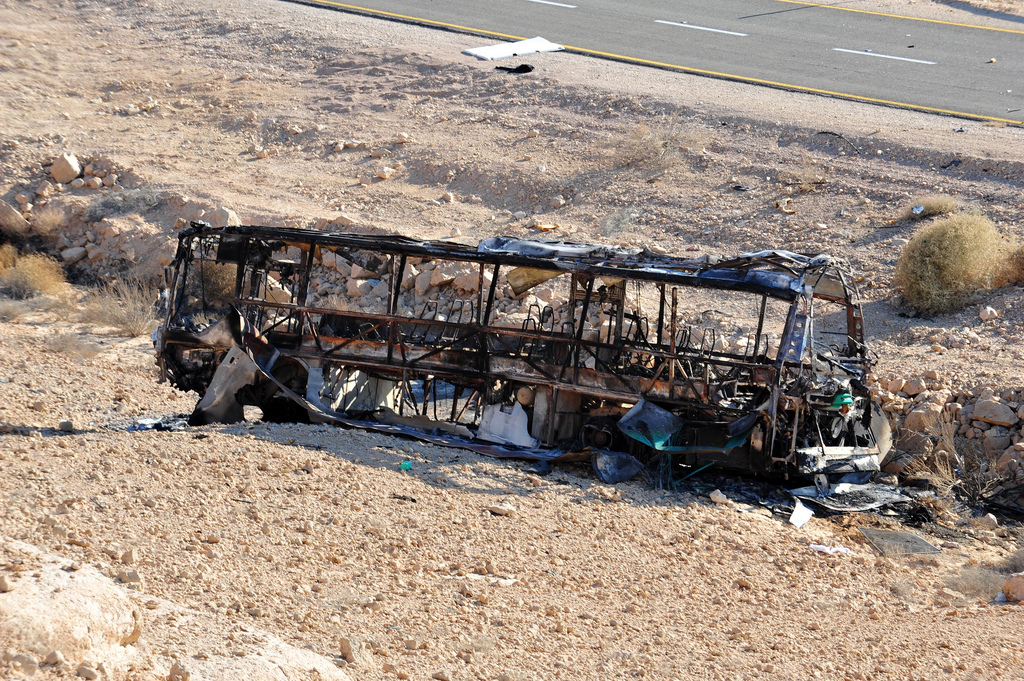
بقايا متفحمة لحافلة إسرائيلية أصيبت في هجمات عام 2011

### هجوم عبر الحدود عام 2011
في 18 أغسطس/آب 2011، نفذت مجموعة من المسلحين سلسلة من الهجمات عبر الحدود في جنوب إسرائيل بالقرب من الحدود المصرية. أطلق المسلحون النار أولاً على حافلة مدنية. وبعد دقائق قليلة، انفجرت قنبلة بجوار دورية للجيش الإسرائيلي على طول الحدود الإسرائيلية مع مصر. وفي هجوم ثالث، أصاب صاروخ مضاد للدبابات سيارة خاصة، ما أدى إلى مقتل أربعة مدنيين.

### عملية «إعادة الصدى»

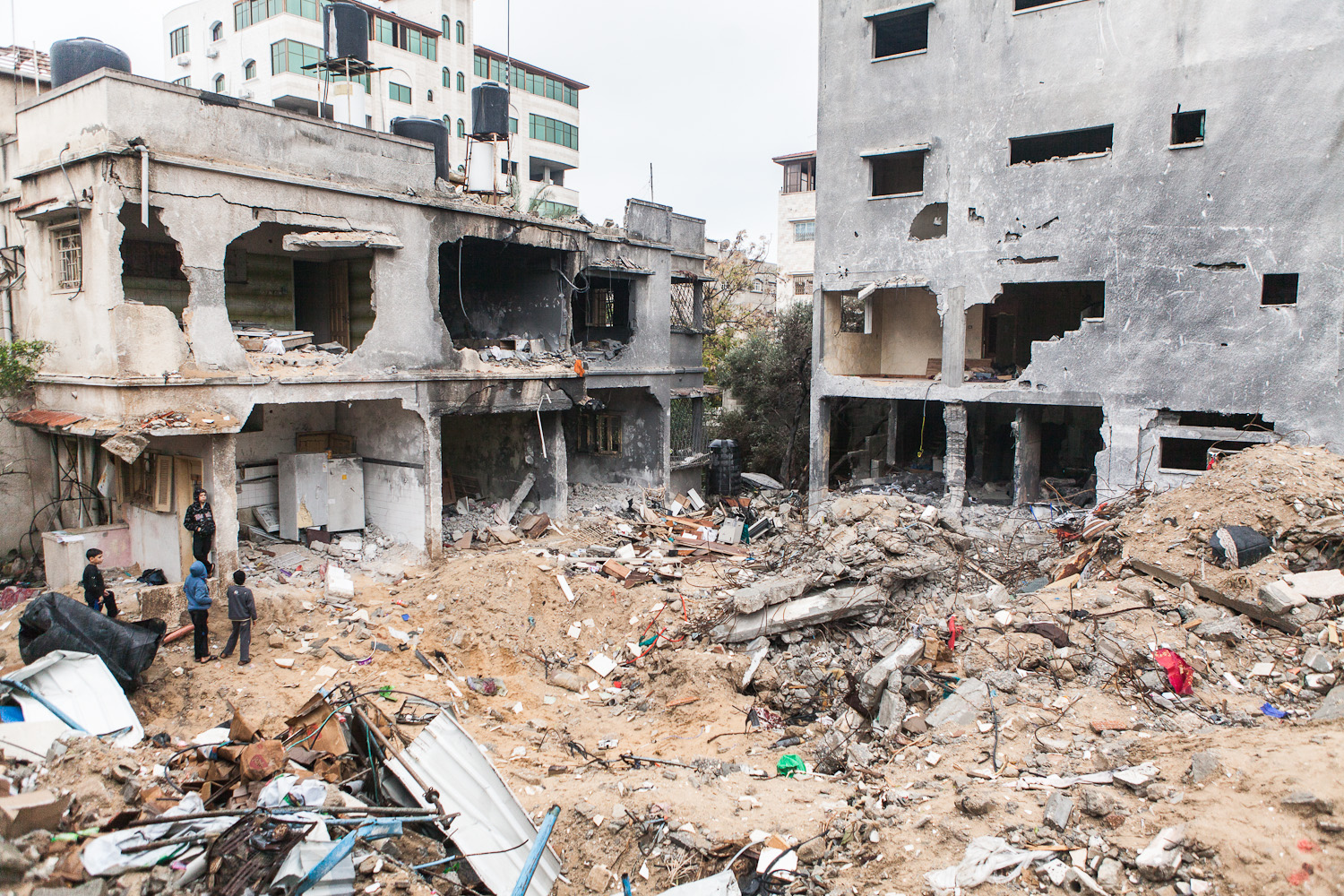
منزل مدمر في مدينة غزة، ديسمبر 2012

في الأسبوع الثاني من شهر مارس/آذار 2012، بدأت قوات الاحتلال الإسرائيلية عملية "الصدى العائد". وكان ذلك أسوأ اندلاع للعنف تغطيه وسائل الإعلام في المنطقة منذ عملية "الرصاص المصبوب" (حرب غزة) في عام 2008–2009.

### الحرب على غزة 2012

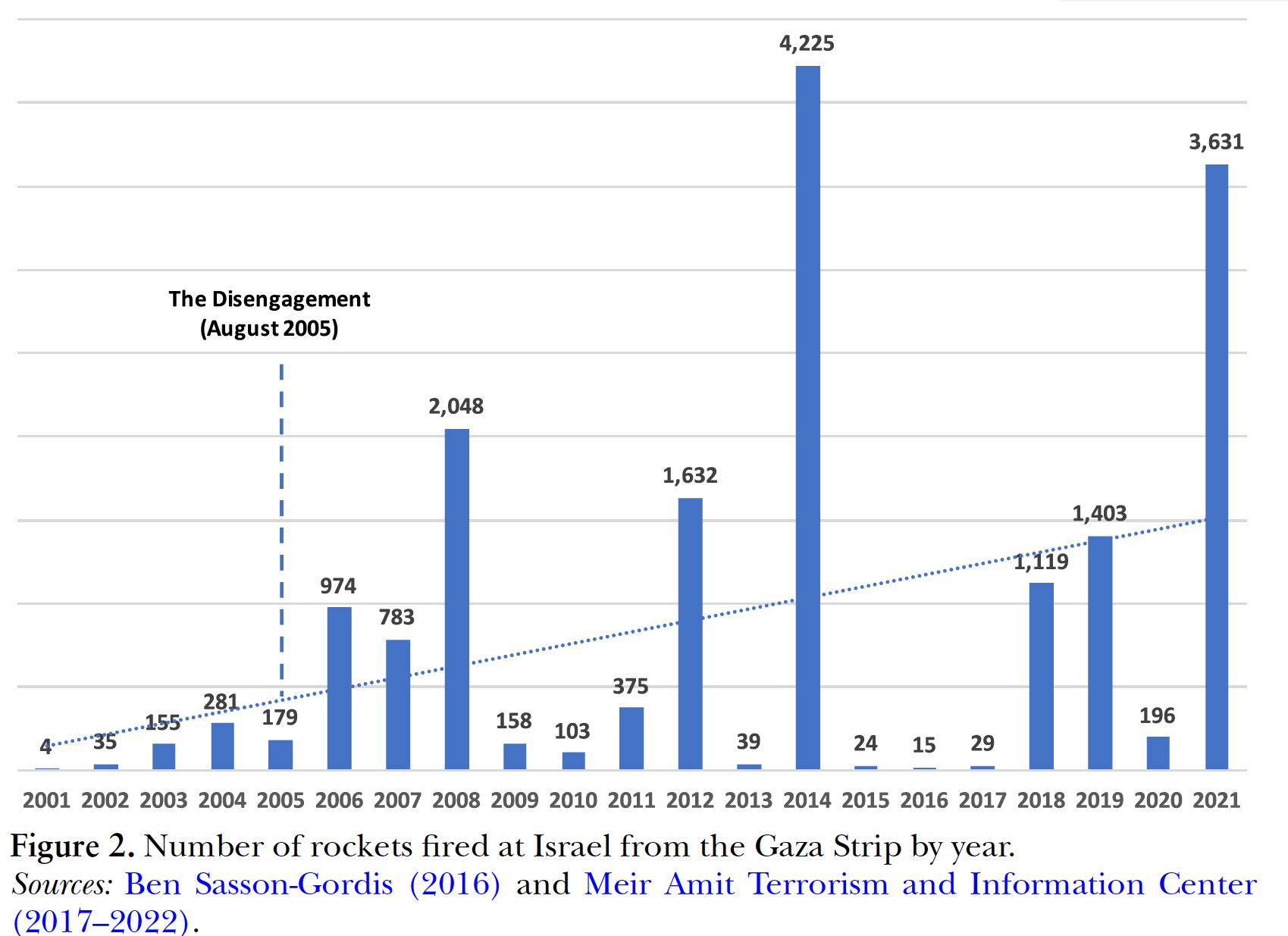
الهجمات الصاروخية التي أطلقت على إسرائيل من قطاع غزة، 2001–2021.

وتصاعدت حدة الهجمات التي تشنها إسرائيل وسكان غزة في أواخر أكتوبر/تشرين الأول 2012. أدت غارة جوية إسرائيلية إلى مقتل أحمد الجعبري، قائد الجناح العسكري لحركة حماس في غزة. خلال العملية، قُتل أربعة مدنيين إسرائيليين وجندي واحد بنيران الصواريخ الفلسطينية، وفقًا للمركز الفلسطيني لحقوق الإنسان، قُتل 158 فلسطينيًا، منهم: 102 من المدنيين، و55 مسلحًا، وشرطي واحد. وكان من بين القتلى 30 طفلاً و13 امرأة، في حين قدمت قوات الاحتلال الإسرائيلية إحصاءات تظهر أن من بين 177 فلسطينياً قُتلوا، كان هناك 120 مسلحاً. كانت معظم المعارك باستخدام القنابل والهجمات الجوية والمدفعية والصواريخ؛ حيث استخدم الفلسطينيون الصواريخ في المقام الأول، بينما استخدم الإسرائيليون الضربات الجوية في المقام الأول. وتشمل المواقع التي تعرضت للهجوم بئر السبع، وتل أبيب، وأشدود، وأوفاكيم، وغزة، وبقية قطاع غزة، وشاعر هنيغف، والمجلس الإقليمي إشكول. أعربت الولايات المتحدة والمملكة المتحدة وكندا وألمانيا ودول غربية أخرى عن دعمها لحق إسرائيل في الدفاع عن نفسها، و/أو[بحاجة لتوضيح] أدان الهجمات الصاروخية الفلسطينية على إسرائيل. وأدانت إيران ومصر وتركيا وكوريا الشمالية وعدد من الدول العربية والإسلامية الأخرى العملية الإسرائيلية.

### الحرب على غزة 2014
في عام 2014، اشتدت حدة القتال بين إسرائيل وحماس، مما أدى إلى حرب أخرى واسعة النطاق في غزة، وكانت هذه الحرب أكثر دموية بكثير من سابقتها في عامي 2008 و2009. شنت قوات الاحتلال الإسرائيلية عملية الجرف الصامد في 8 يوليو 2014، ردًا على هجمات حماس الصاروخية، والتي تم إطلاقها في أعقاب غارة جوية إسرائيلية سابقة ضد غزة وفي 17 يوليو 2014، دخلت القوات الإسرائيلية قطاع غزة. وتقول الأمم المتحدة إن 2205 فلسطينيًا (بما في ذلك 1483 مدنيًا على الأقل) و71 إسرائيليًا (بما في ذلك 66 جنديًا) ومواطن أجنبي واحد في إسرائيل قتلوا في الصراع. انتهت الحرب بعد 50 يومًا من الصراع عندما تم الاتفاق على وقف إطلاق النار في 26 أغسطس 2014.

### الاحتجاجات على الحدود 2018
خلال احتجاجات يوم الأرض عام 2018، قُتل 168 فلسطينيًا وأصيب الآلاف خلال اشتباكات مع القوات الإسرائيلية على حدود غزة وإسرائيل.

### اشتباكات نوفمبر 2018
اندلعت أعمال العنف مرة أخرى في 11 نوفمبر 2018 عندما قُتل سبعة مسلحين فلسطينيين خلال غارة فاشلة شنها الجيش الإسرائيلي في جنوب شرق قطاع غزة. وقُتل ضابط في الجيش الإسرائيلي وأصيب آخر بجروح. وبعد ذلك تم إطلاق أكثر من عشرة صواريخ من غزة، تم إسقاط ثلاثة منها. وبعد سلسلة من تبادل إطلاق النار المكثف، تم الاتفاق على وقف إطلاق النار في 13 نوفمبر 2018.

### مارس 2019
في 25 مارس/آذار، أصيب سبعة أشخاص في إسرائيل بعد أن أدى هجوم صاروخي إلى تدمير منزل في مشميرت. وأكدت قوات الاحتلال الإسرائيلية أن حماس مسؤولة عن الهجوم. أرسلت القوات الجوية الإسرائيلية طائراتها لضرب أهداف متعددة في قطاع غزة، بما في ذلك مكتب المسؤول الكبير في حماس إسماعيل هنية، ومقر الاستخبارات العسكرية لحماس في مدينة غزة.

### مايو 2019
في 3 مايو/أيار، أصيب جنديان إسرائيليان برصاص قناص من حركة الجهاد الإسلامي الفلسطينية من قطاع غزة خلال الاحتجاجات الأسبوعية على حدود غزة وإسرائيل. وردا على ذلك، نفذ سلاح الجو الإسرائيلي غارة جوية، ما أدى إلى مقتل أربعة فلسطينيين. بالإضافة إلى ذلك، قُتل فلسطينيان آخران وجُرح 60 آخرون، 36 منهم بنيران إسرائيلية.
وفي أعقاب ذلك أطلق مسلحون من غزة مئات الصواريخ على إسرائيل. وردا على ذلك، هاجمت القوات الجوية الإسرائيلية عددا من الأهداف داخل قطاع غزة. بالإضافة إلى ذلك، قامت إسرائيل بزيادة تواجد قواتها بالقرب من الحدود بين غزة وإسرائيل.

### نوفمبر 2019
وقعت الاشتباكات بين غزة وإسرائيل التي أطلقت عليها إسرائيل اسم ”عملية الحزام الأسود“ في تشرين الثاني/ نوفمبر 2019 بين الجيش الإسرائيلي وحركة الجهاد الإسلامي في فلسطين في أعقاب استهداف الجيش الإسرائيلي للقيادي البارز في حركة الجهاد الإسلامي في غزة بهاء أبو العطا، ومحاولة قتل القيادي البارز في حركة الجهاد الإسلامي أكرم العجوري في دمشق، سوريا. وردت حركة الجهاد الإسلامي في فلسطين بإطلاق الصواريخ على إسرائيل، بما في ذلك إطلاق صواريخ بعيدة المدى باتجاه تل أبيب، مما أدى إلى إصابة العديد من المدنيين. ورداً على إطلاق الصواريخ، قامت إسرائيل بشن غارات جوية وقصف مدفعي على قطاع غزة، مما أدى إلى مقتل وجرح العديد من المسلحين والمدنيين. وقد دخل وقف إطلاق النار حيز التنفيذ بعد 48 ساعة من الاشتباكات، على الرغم من خرقه من قبل بعض المسلحين الفلسطينيين.

### أبريل 2021
في 15 نيسان/أبريل، شن الجيش الإسرائيلي غارات عسكرية على أهداف في غزة بعد إطلاق صاروخ على جنوب إسرائيل. وشملت الأهداف منشأة لإنتاج الأسلحة، ونفقاً لتهريب الأسلحة، وموقعاً عسكرياً تابعاً لحماس.

### مايو 2021
وطالبت حماس إسرائيل بسحب قواتها من المسجد الأقصى بحلول 10 مايو/أيار الساعة السادسة مساء. بعد دقائق من انتهاء المهلة، أطلقت حماس أكثر من 150 صاروخًا على إسرائيل من غزة. وردت إسرائيل بشن غارات جوية على قطاع غزة في اليوم نفسه.

### أغسطس 2022
في 5 أغسطس/آب 2022، شنت إسرائيل غارات جوية على غزة بعد اعتقال أحد كبار مقاتلي حركة الجهاد الإسلامي الفلسطينية في الضفة الغربية قبل 4 أيام من ذلك، بسبب مخاوف من الانتقام.

## 2023–الآن

### أبريل 2023
في أعقاب اشتباكات الأقصى في عام 2023، قامت الجماعات الفلسطينية المسلحة أطلقت صواريخ على إسرائيل من قطاع غزة ولبنان.

### مايو 2023
في 9 مايو 2023، نفذت إسرائيل سلسلة من الغارات الجوية على قطاع غزة، وأطلقت عليها عملية الدرع والسهم، وشن الفلسطينيون هجمات صاروخية ضد إسرائيل حتى تم الاتفاق على وقف إطلاق النار في 13 مايو 2023.

### حرب أكتوبر 2023–الآن

خريطة الحرب على غزة

في 7 أكتوبر/تشرين الأول 2023، شنت الجماعات الفلسطينية المسلحة، وخاصة حماس والجهاد الإسلامي الفلسطيني، مع جماعات أخرى مثل الجبهة الشعبية لتحرير فلسطين، هجومًا كبيرًا على إسرائيل من قطاع غزة. وشمل الهجوم إطلاق صواريخ وهجمات بالسيارات عبر الحدود على المجتمعات والقوات الإسرائيلية، مما تسبب في سقوط العديد من الضحايا، كما قُتل ألف مدني. ردًا على ذلك، أعلنت حكومة إسرائيل حالة الطوارئ والحرب؛ رد الجيش الإسرائيلي بشن هجوم مضاد وحملة قصف جوي واسعة النطاق على غزة أعقبها غزو. وتعتبر هذه الحرب أكبر صراع وأكثرها تدميراً ودموية في غزة منذ حرب غزة في عامي 2008 و2009 والحرب الأكثر دموية في إسرائيل منذ الحرب العربية الإسرائيلية عامي 1948 و1949[بحاجة لمصدر]

## ردود الفعل الدولية
الأمم المتحدةصرح الأمين العام بان كي مون أنه يعتقد أن هجمات صواريخ القسام التي تشنها الفصائل في غزة ”غير مقبولة على الإطلاق“. كما قال إنه يعتقد أن السلطة الفلسطينية يجب أن ”تتخذ الخطوات اللازمة لاستعادة القانون والنظام، وأن تلتزم جميع الفصائل بوقف إطلاق النار“. كما أعرب بان عن ”قلقه العميق إزاء تزايد عدد الضحايا المدنيين جراء العمليات العسكرية الإسرائيلية في غزة“. كما دعا الأمين العام إسرائيل إلى ”الالتزام بالقانون الدولي وضمان ألا تستهدف أفعالها المدنيين أو تعرضهم للخطر“. عيّن بان كي مون مايكل وليامز إلى الشرق الأوسط لإجراء محادثات مع الطرفين. وسرعان ما قال ويليامز: "أشعر بالقلق عندما أرى الجنود الإسرائيليين يعتقلون المشرعين الفلسطينيين. أنا منزعج من اعتقال وزير التعليم"، بعد أن اعتقلت إسرائيل عدة مسؤولين من حماس في الضفة الغربية. التقى ويليامز بالرئيس الفلسطيني محمود عباس ووزير الخارجية زياد أبو عمرو في مدينة غزة. بعد استمرار الهجمات والاعتقالات الإسرائيلية، واستمرار إطلاق الصواريخ من غزة، قال ويليامز: ”أنا قلق للغاية من مستوى العنف هنا [...] أعتقد أن الأمم المتحدة والمجتمع الدولي بشكل عام قلقان للغاية من مستوى العنف بين الفلسطينيين، ولكن أيضًا من الهجمات الإسرائيلية التي أعلم أنها تسببت في مقتل عدد كبير من المدنيين“. عقب اكتشاف مقابر جماعية، دعا مفوض الأمم المتحدة السامي لحقوق الإنسان فولكر تورك إلى إجراء تحقيق مستقل في القتل المتعمد للمدنيين على يد جيش الاحتلال الإسرائيلي.
 الولايات المتحدةبعد وفاة امرأة جراء هجوم صاروخي في سديروت، أعاد ممثل عن الحكومة الأمريكية التأكيد على موقفها بأن لإسرائيل الحق في الدفاع عن نفسها. كما صرح المتحدث باسم وزارة الخارجية الأمريكية شون ماكورماك بأن بلاده تدرك صعوبة استهداف الإرهابيين دون وقوع خسائر في صفوف المدنيين. وأضاف أن على إسرائيل ”اتخاذ جميع الإجراءات الممكنة لتجنب وقوع أي خسائر في صفوف المدنيين، وتجنب أي أضرار لا داعي لها للبنية التحتية الفلسطينية، ومراعاة دائمًا آثار أفعالها على العملية السياسية والمسار الإسرائيلي–الفلسطيني والمضي قدمًا في ذلك“. تخصص الخطة الجمهورية، التي وافق عليها مجلس النواب الأمريكي، 14.5 مليار دولار كمساعدات عسكرية لإسرائيل. كما تلقت إسرائيل أعلى مبلغ من المساعدات العسكرية من الولايات المتحدة مقارنة بأي دولة أخرى منذ الحرب العالمية الثانية، حيث تجاوزت المساعدات 124 مليار دولار.
 تركيارداً على الحرب على غزة 2014، وعلى حظر نشاط جماعة الإخوان المسلمين في مصر، وعلى ما فسره على أنه دعم مصري لإسرائيل، وصف رئيس الوزراء التركي رجب طيب أردوغان الرئيس المصري عبد الفتاح السيسي بـ«الطاغية غير الشرعي». كما صرح قائلاً: ”إذا استمرت إسرائيل في هذا الموقف، فستُحاكم بالتأكيد أمام المحاكم الدولية“.
 بوليفيافي يوليو 2014، أعلنت بوليفيا إسرائيل ”دولة إرهابية“، وشددت قيود التأشيرات على الإسرائيليين الراغبين في السفر إلى بوليفيا. في عام 2019، تمت استعادة العلاقات بعد أزمة سياسية أدت إلى الإطاحة المؤقتة بحزب الحركة نحو الاشتراكية، وزار وفد إسرائيلي بوليفيا في عام 2020. في أعقاب أحداث أكتوبر 2023، أعلنت الحكومة البوليفية في 1 نوفمبر أنها ستقطع علاقاتها الدبلوماسية مع إسرائيل. ووصف وزير الخارجية فريدي ماماني رد إسرائيل بأنه ”غير متناسب“، ووصف الرئيس لويس أرسي هذه الأعمال بأنها ”جرائم حرب“، ودعا البوليفيون إلى وقف فوري لإطلاق النار.
 إندونيسياكان الشعب والحكومة الإندونيسيان قلقين للغاية على غزة خلال الصراع. فقد تبرعوا بمساعدات إنسانية وتطوع بعضهم للقدوم إلى غزة والعمل على الأرض. كما قامت إندونيسيا ببناء مستشفى في غزة باسم ”مستشفى إندونيسيا“، والذي افتتح في عام 2015. لم يتأثر بناؤه خلال القتال وظل وفق الجدول الزمني المحدد. وقد قصفت إسرائيل هذا المستشفى بعد ثلاث سنوات.
 مصرالرئيس المصري عبد الفتاح السيسي لا يسمح بإنشاء مخيم للاجئين في شبه جزيرة سيناء في مصر لأنه يقول إن ذلك سيسمح للفلسطينيين بشن هجمات إرهابية من هناك ضد إسرائيل، وستتحمل مصر المسؤولية عن ذلك. وقد أغلقت مصر حدودها مع غزة، لكنها تسمح بدخول المساعدات الإنسانية إلى غزة من مصر خلال حرب غزة.
 جنوب إفريقيا

### ردود أخرى

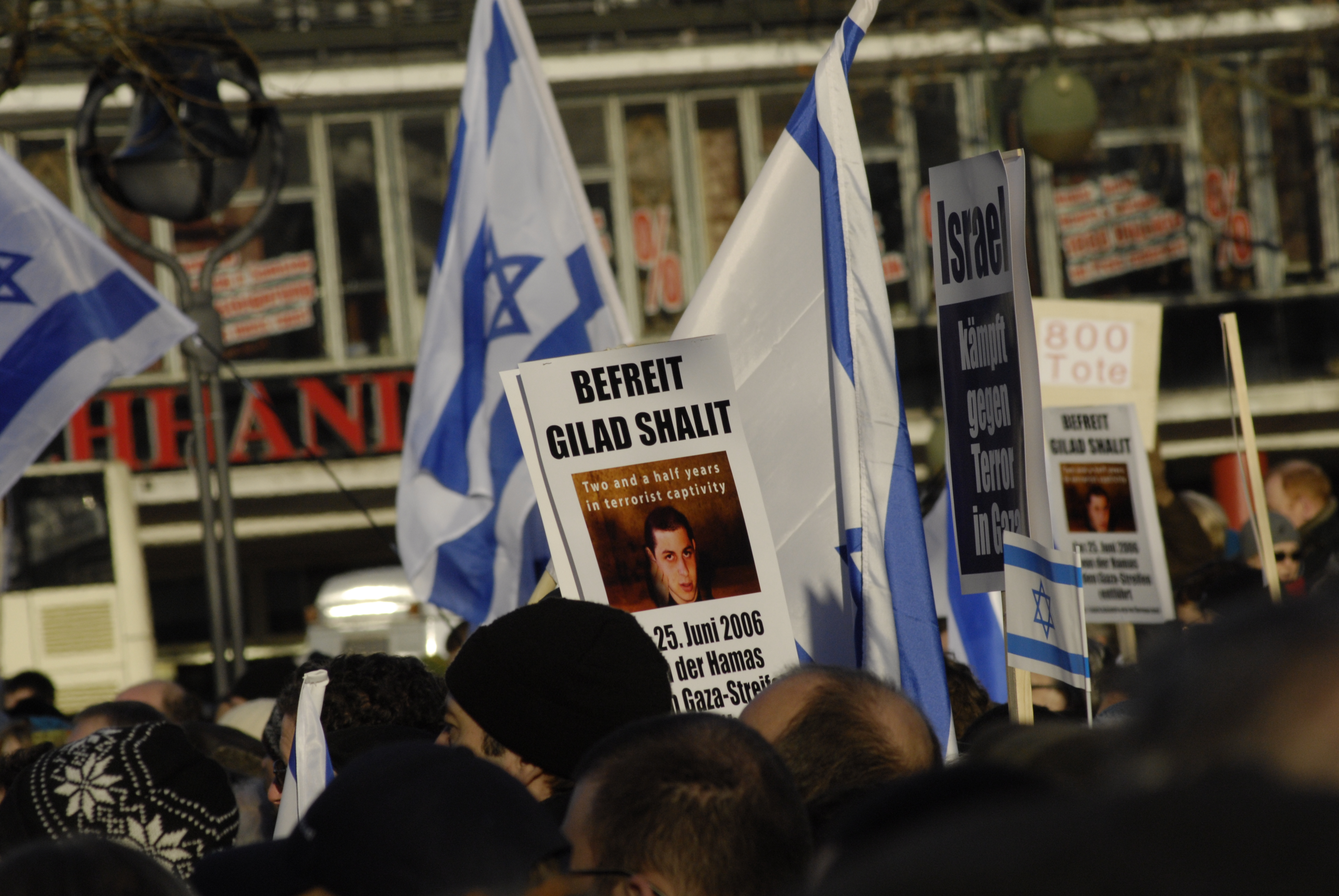
مظاهرة مؤيدة لإسرائيل في برلين عام 2009.

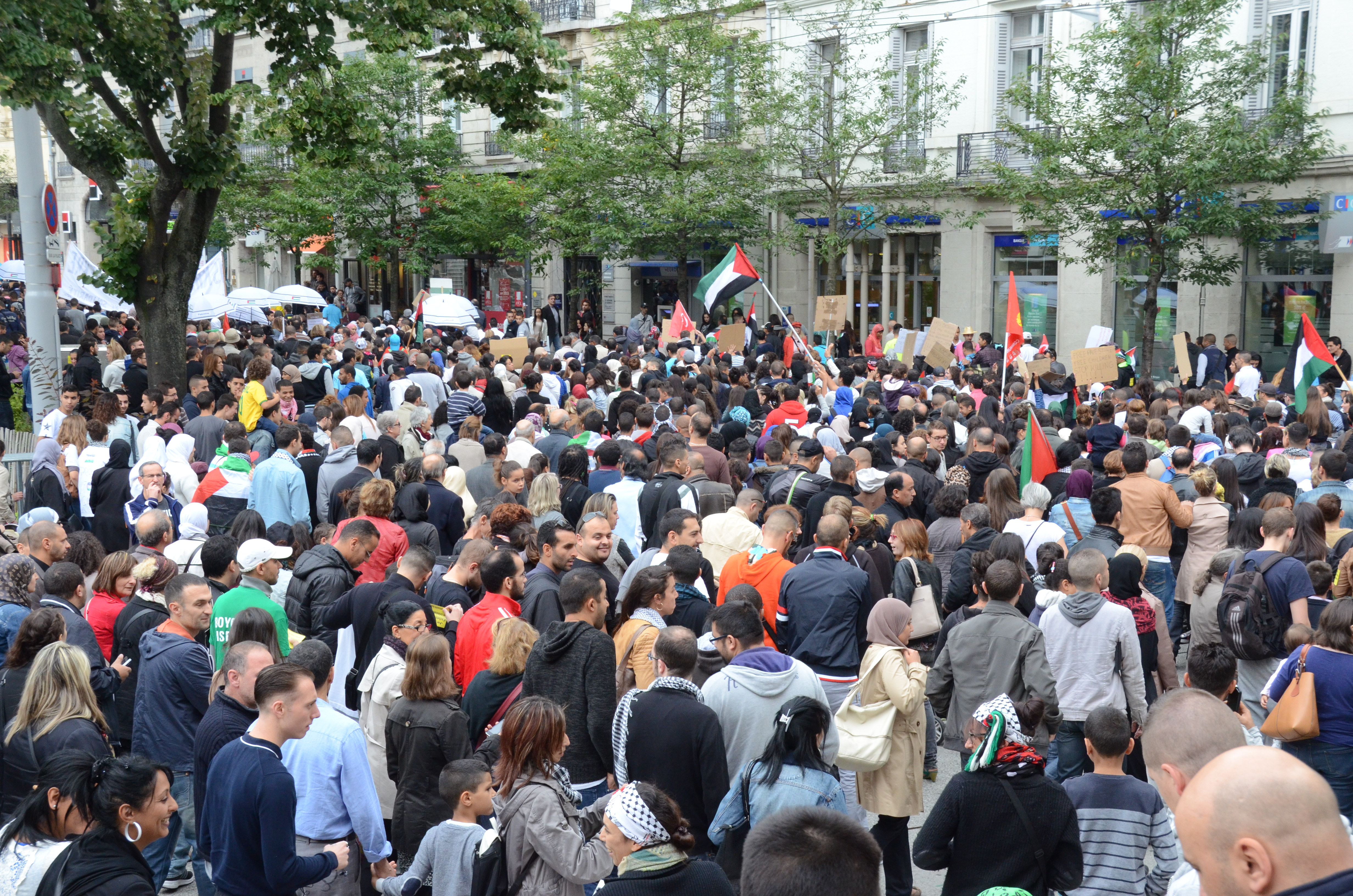
مظاهرة مؤيدة للفلسطينيين في باريس، فرنسا عام 2014

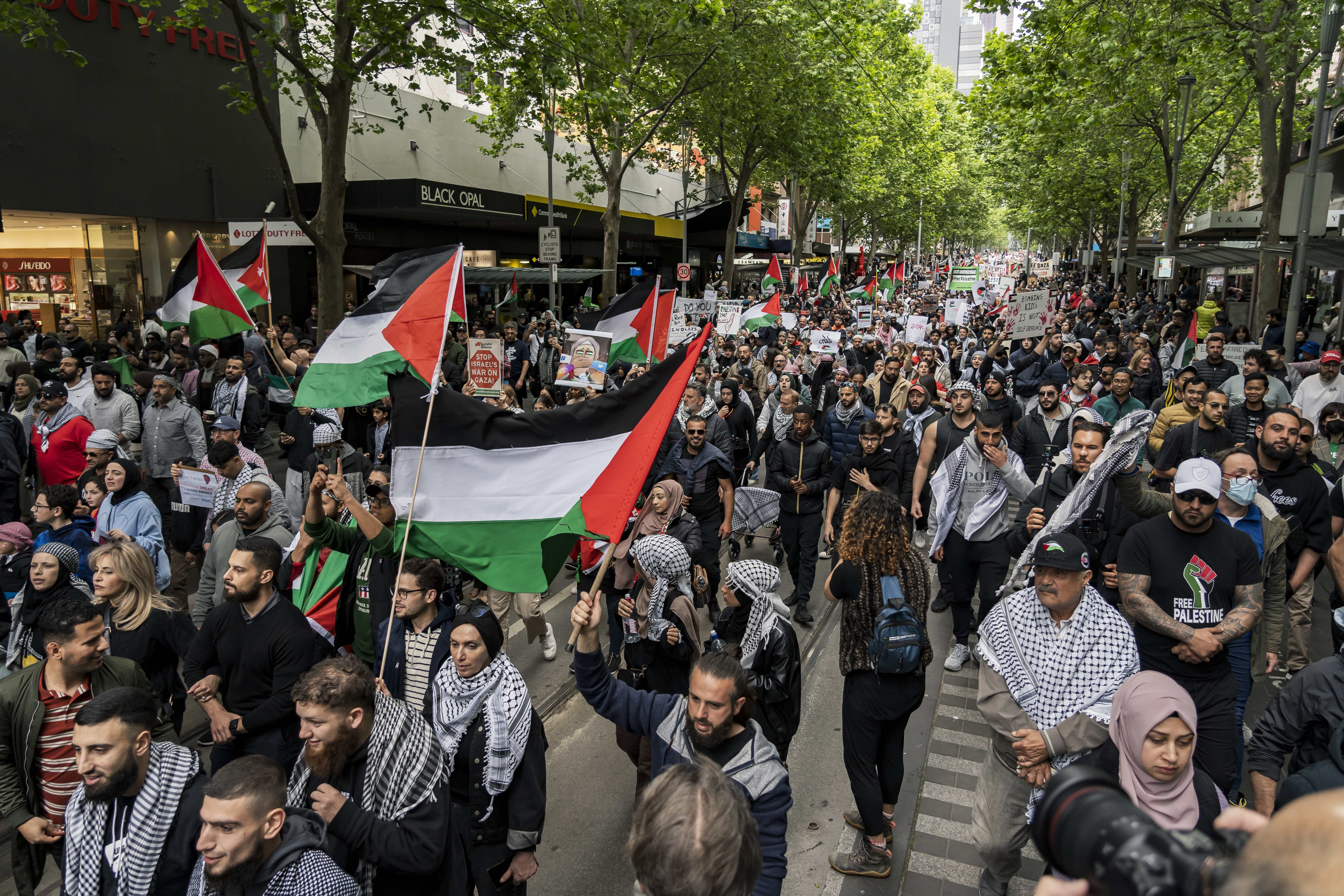
احتجاج مؤيد لفلسطين في ملبورن، أستراليا في أكتوبر 2023

في 31 يوليو 2014، في اليوم الثالث والعشرين من صراع إسرائيل وغزة عام 2014، قال وزير خارجية أيرلندا تشارلي فلاناغان إنه يشارك "الرعب والاشمئزاز من أعضاء مجلس الشيوخ والعديد من مواطنينا في المشاهد المروعة التي شهدناها منذ بدء العملية العسكرية الإسرائيلية". وقال إن الحكومة الأيرلندية تدين "معدل الضحايا المدنيين المرتفع بشكل غير مقبول نتيجة للعمل العسكري غير المتناسب من جانب إسرائيل وكذلك إطلاق الصواريخ من قبل حماس ومسلحين آخرين على إسرائيل". في 5 أغسطس 2014، استقال أحد أعضاء مجلس الوزراء البريطاني بسبب نهج الحكومة البريطانية تجاه صراع 2014.
خلال الحملات الرئاسية الأمريكية عام 2016، انتقد المرشح الديمقراطي بيرني ساندرز إسرائيل بسبب معاملتها لغزة، وانتقد نتنياهو على وجه الخصوص بسبب "رد فعله المبالغ فيه" والتسبب في وفيات غير ضرورية بين المدنيين. في أبريل/نيسان 2016، دعت رابطة مكافحة التشهير ساندرز إلى سحب التصريحات التي أدلى بها لصحيفة نيويورك ديلي نيوز، والتي قالت الرابطة إنها بالغت في تقدير عدد القتلى في الصراع بين إسرائيل وغزة عام 2014. وقال ساندرز إن "أكثر من 10 آلاف شخص بريء قُتلوا"، وهو رقم يفوق بكثير تقديرات المصادر الفلسطينية أو الإسرائيلية. وردا على ذلك، قال ساندرز إنه قبل الرقم المصحح لعدد القتلى وهو 2300 خلال المقابلة وأنه سيبذل كل جهد ممكن لتصحيح الأمور. لقد فشل نص المقابلة في الإشارة إلى أن ساندرز قال "حسنًا" للرقم المصحح الذي قدمه المحاور أثناء المقابلة.
أظهر استطلاع للرأي العام أجري في الفترة من 23 إلى 28 أكتوبر/تشرين الأول 2023 من قبل شركة استطلاعات الرأي ايبانيل بالتعاون مع جامعة تل أبيب أن 57.5% من اليهود الإسرائيليين يعتقدون أن الجيش الإسرائيلي كان يستخدم "قدراً قليلاً جداً" من القوة النارية خلال الضربات الانتقامية في غزة، بينما يعتقد 36.6% أن مقدار القوة النارية كان "مناسباً"، و4.2% غير متأكدين، و1.8% فقط قالوا إن جيش الاحتلال الإسرائيلي كان يستخدم "قدراً كبيراً جداً" من القوة النارية. في المقابل، يعتقد 50.5% من العرب الإسرائيليين أن الجيش الإسرائيلي يستخدم "قدراً كبيراً" من القوة النارية في غزة. أظهر استطلاع رأي مباشر نُشر في ديسمبر 2023 أن 83% من الإسرائيليين يؤيدون تشجيع الهجرة الطوعية لسكان قطاع غزة. أظهر استطلاع للرأي العام أجراه معهد الديمقراطية الإسرائيلي في ديسمبر 2023 أن 87% من الإسرائيليين اليهود يؤيدون الحرب في غزة. رفض 75% من الإسرائيليين اليهود دعوات إدارة بايدن لتغيير استراتيجية جيش الاحتلال الإسرائيلي إلى استراتيجية "تقلل من القصف العنيف للمناطق المكتظة بالسكان".

### التحليل
ويرى بعض المحللين أن الصراع قد استقطب مصر وإيران وتركيا وقطر، حيث دعمت هذه الدول أطرافاً مختلفة في الصراع في ضوء المواجهة الإقليمية بين إيران والمملكة العربية السعودية من جهة وبين قطر والمملكة العربية السعودية من جهة أخرى، فضلاً عن الأزمة في العلاقات المصرية التركية.

## التأثير

### غزة
وبحسب المنظمات غير الحكومية والأمم المتحدة، فإن الحروب الأخيرة والحصار أديا إلى تدهور الظروف المعيشية في غزة، وقد تصبح غير صالحة للعيش بحلول عام 2020.

#### 2023

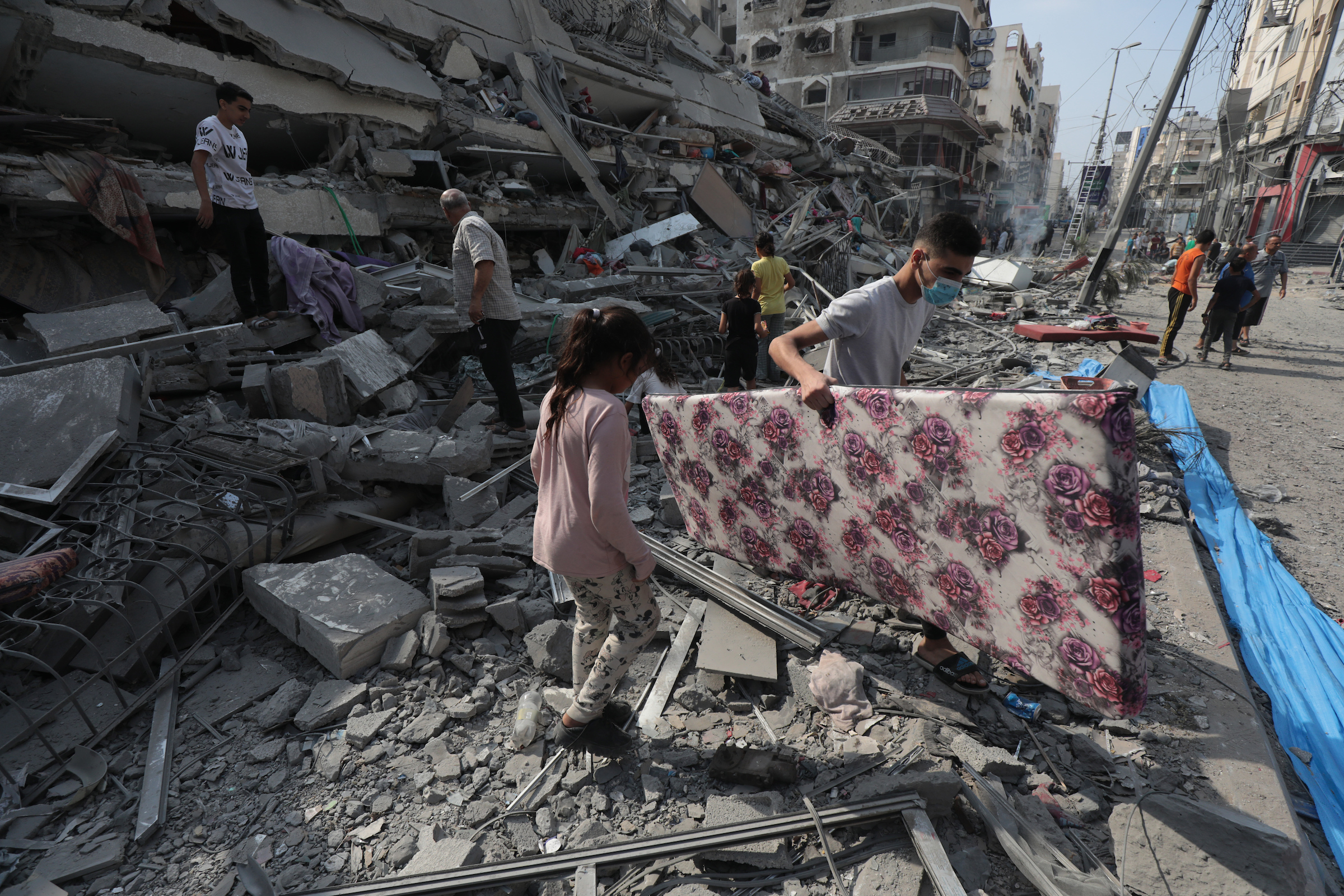
سكان يتفقدون أنقاض شقة سكنية دمرتها الغارات الجوية الإسرائيلية

لقد تم وصف الوضع الإنساني في غزة بأنه "أزمة" و"كارثة". ونتيجة للحصار الإسرائيلي، تواجه غزة نقصًا في الوقود والغذاء والأدوية والمياه والإمدادات الطبية. وقال مارتن جريفيث، رئيس المساعدات الإنسانية للأمم المتحدة، "إن الخناق يضيق حول السكان المدنيين في غزة". وفي 13 أكتوبر/تشرين الأول، قال فيليب لازاريني، المفوض العام لوكالة الأمم المتحدة لإغاثة وتشغيل اللاجئين الفلسطينيين في الشرق الأدنى (الأونروا): "إن حجم وسرعة تطور الأزمة الإنسانية أمر مرعب".
في 16 أكتوبر، حذر الأطباء من تفشي المرض الوشيك بسبب الاكتظاظ في المستشفيات والجثث غير المدفونة. وفي اليوم نفسه، أعلنت منظمة الصحة العالمية أنه لم يتبق سوى "24 ساعة من الماء والكهرباء والوقود" قبل "كارثة حقيقية". وفي 18 أكتوبر/تشرين الأول، استخدمت الولايات المتحدة حق النقض ضد قرار للأمم المتحدة يدعو إلى تقديم المساعدات الإنسانية إلى غزة. وذكرت منظمة الصحة العالمية أن الوضع في غزة "يخرج عن السيطرة".
في 20 أكتوبر، أعلنت منظمة أطباء بلا حدود أنها "تشعر بقلق بالغ إزاء مصير كل شخص في غزة الآن". وفي 21 أكتوبر، ذكر بيان مشترك صادر عن اليونيسيف ومنظمة الصحة العالمية وبرنامج الأمم المتحدة الإنمائي وصندوق الأمم المتحدة للسكان وبرنامج الأغذية العالمي، أن "العالم يجب أن يبذل المزيد من الجهد" من أجل غزة. في 22 أكتوبر، أعلنت الأونروا أنها ستنفد من الوقود خلال ثلاثة أيام، مما سيؤدي إلى "انقطاع المياه، وانقطاع المستشفيات والمخابز العاملة".
منذ 7 أكتوبر 2023، اتُهمت قوات الاحتلال الإسرائيلية بالقتل خارج نطاق القضاء للمعتقلين الفلسطينيين العزل، والأطباء، والعمال، وتهديدهم بالتشويه، والقتل، والحرق العمد، والاغتصاب، وتعذيب الفلسطينيين المعتقلين دون توجيه تهم قانونية إليهم. كما اتُهمت باستخدام القوة المفرطة ضد عشرات المدارس والمستشفيات، والسرقة، والمعاملة القاسية وغير الضرورية للفلسطينيين. أثناء القتال، احتفظت القناة 14 اليمينية المتطرفة بسجلات للمباني المدمرة والأشخاص الذين قُتلوا، مع تصنيف جميع الضحايا الفلسطينيين على أنهم إرهابيون. على القناة 14، تم تصوير الهجوم المفاجئ لحماس على أنه ناجم عن "سرطان يساري"، من قبل أحد أعضاء حزب الليكود، في حين دعم شمعون ريكلين، الصحفي والمذيع في القناة 14، جرائم الحرب علنًا.

### إسرائيل
وبسبب الصراع، عززت إسرائيل من تدابيرها الدفاعية في البلدات والمدن الجنوبية في إسرائيل. ويشمل ذلك بناء تحصينات على المباني القائمة والملاجئ من القنابل وتطوير نظام إنذار (اللون الأحمر).

## الملاحظات
1. ↑  يتبع مخطط الترقيم الوارد في كتاب الحروب الاثنتي عشرة على غزة لجان بيير فيليو[الإنجليزية][17]
2. ↑  1,231
قتلى و215 مفقودين[18]
3. ↑  الرقم 309 يأتي من المصدر[36] مما أدى إلى إجمالي عدد الضحايا 668
4. ↑  الرقم 1،181 يأتي من المصدر[37] بلغ إجمالي الضحايا 1،417